# Aïcirits-Camou-Suhast
Aïcirits-Camou-Suhast település Franciaországban, Pyrénées-Atlantiques megyében. Lakosainak száma 695 fő (2022. január 1.). Aïcirits-Camou-Suhast Amendeuix-Oneix, Arbérats-Sillègue, Arbouet-Sussaute, Béhasque-Lapiste, Gabat és Saint-Palais községekkel határos.

## Népesség
A település népességének változása:
| Lakosok száma | 670  | 671  | 688  | 670  | 669  | 667  | 678  | 687  | 695  |
|               | 2013 | 2015 | 2016 | 2017 | 2018 | 2019 | 2020 | 2021 | 2022 |